# Antonio Nibby
Antonio Nibby (Roma, 14 aprile 1792 – Roma, 29 dicembre 1839) è stato uno storico, archeologo e topografo italiano.
Delle suddette discipline pose rigorosi fondamenti scientifici basandosi sull'analisi delle fonti classiche e medievali, lo studio dei monumenti e l'indagine diretta sul terreno. Fu studioso di topografia soprattutto di Roma antica e della Campagna Romana.

## Biografia
Nacque a Roma il 14 aprile 1792, in una casa sita al civico 4 di via di Pescaria (oggi via del Portico d'Ottavia 7), e fu battezzato il medesimo giorno nella chiesa di Santa Maria in Publicolis, filiale della Basilica di San Lorenzo in Damaso; l'atto recita testualmente: “Die 14 dicti (aprile). Antonium, Georgium, Ardalionem natum hoc mane ex Vincentio Nibbi ab Amatrice et Magdalena Gianni Romana coniugibus, Parochiae S. Mariae in Publiculis (...) baptizavi; matrina Sigismunda Bizzari obstetrix Parochiae ejusdem”.
La sua famiglia era però originaria di San Giorgio, frazione di Amatrice, oggi in provincia di Rieti ma all'epoca nel Regno di Napoli. Suo nonno Gaspare Nibbi (è questa la forma regolare del cognome, ancora oggi esistente in diverse frazioni di Amatrice), infatti, si era stabilito sin dalla metà del XVIII secolo a Roma, in piazza Montanara una piazza storica di Roma presso il Teatro di Marcello, demolita negli anni trenta del Novecento, dove possedeva una bottega di "salumaro". Solo saltuariamente - e per brevi periodi - Gaspare soggiornò ad Illica, frazione di Accumoli, dove nel 1764 nacque il figlio Vincenzo, padre di Antonio; ma dalla seconda metà del '700 Gaspare visse sempre con la famiglia a Roma, dove morì nel 1808. Nel 1783 Vincenzo andò ad aiutare uno zio nella sua bottega con annessa abitazione in via di Pescaria, poco lontano da uno dei portoni del Ghetto, che rilevò nel 1788, dove nacque Antonio, e nella quale visse sino alla morte (1813).
Dopo aver seguito gli studi nel Collegio Romano, il 28 dicembre 1809, a soli 17 anni, con alcuni compagni di scuola, diversi eruditi e personaggi legati al mondo culturale francese o che ricoprivano incarichi amministrativi a Roma (all'epoca annessa all'Impero Francese), fondò l'Accademia Ellenica per promuovere gli studi sulla lingua e letteratura greca. A causa di alcuni dissidi, tuttavia, nell'aprile 1813 ventisei soci (tra cui il poeta romanesco Giuseppe Gioachino Belli) se ne distaccarono fondando una nuova accademia, denominata Tiberina, che diversamente dall'Ellenica si ricollegava alla tradizione culturale romana. Ristabilito il governo pontificio (24 maggio 1814), l'Accademia Ellenica fu soppressa, in quanto ritenuta troppo legata al passato governo francese, mentre l'Accademia Tiberina poté continuare le proprie adunanze.
Il 2 dicembre 1815 sposò Maria Valburga Viviani, originaria di Lucca, dalla quale ebbe undici figli, di cui sette sopravvissuti.

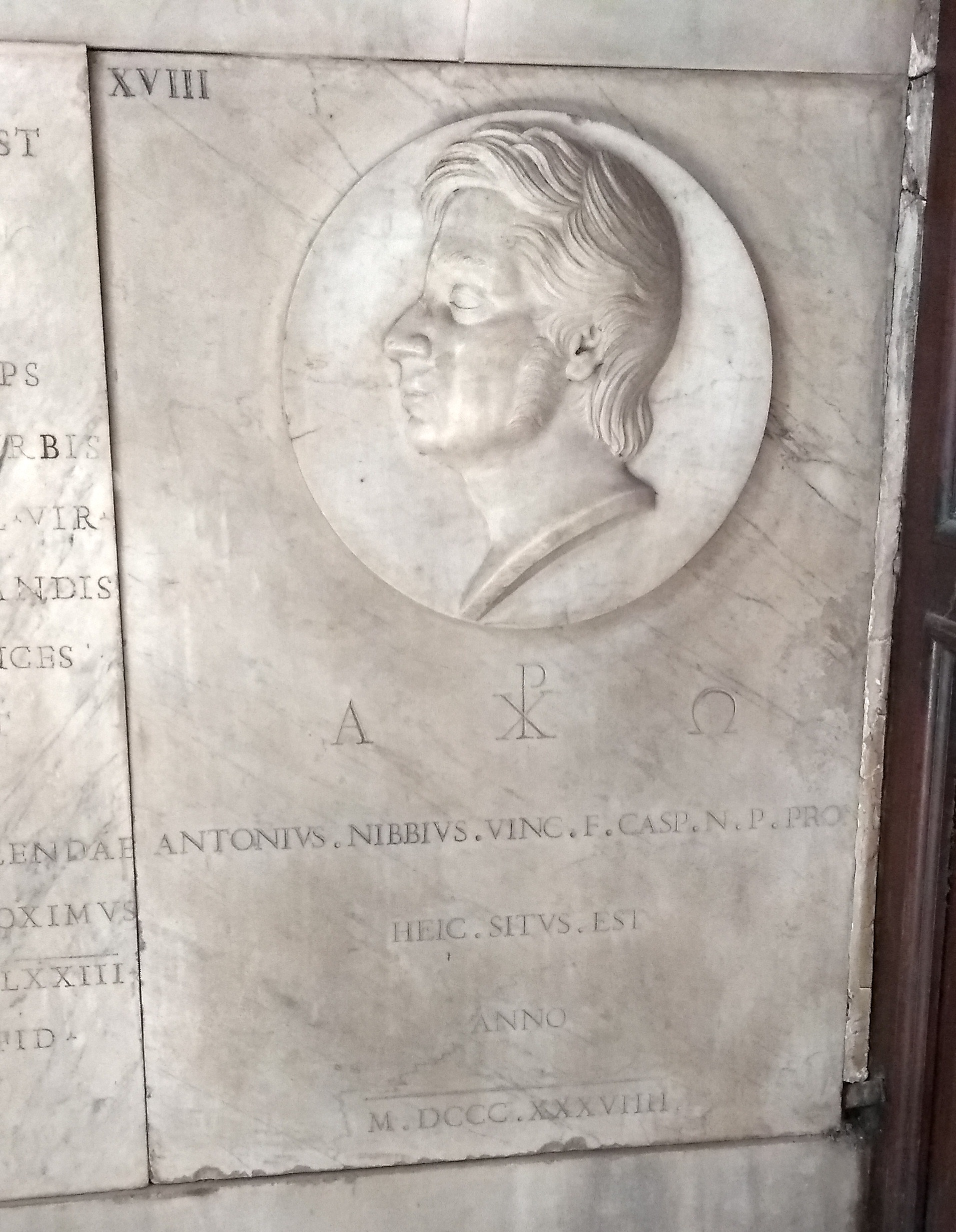
La tomba di Antonio Nibby, nella chiesa della Pia Unione (S. Maria della Misericordia) nel cimitero del Verano

Dal 1816, divenuto membro dell'Accademia Romana di Archeologia (ed in seguito di numerose altre Accademie, italiane ed estere), ebbe inizio la sua produzione scientifica: a parte la Descrizione della Grecia di Pausania (1817-1818), unico esempio di una sua traduzione (criticata da Giacomo Leopardi), i suoi due principali ambiti di ricerca furono lo studio della topografia di Roma e della Campagna romana, e l'attività divulgativa sotto forma di guide - come, per esempio la riedizione della Roma antica di Famiano Nardini arricchita di note ed osservazioni critico-antiquarie (1818-1820) e l'Itinerario istruttivo di Roma antica e moderna [...] e delle sue vicinanze del cavaliere M. Vasi antiquario romano, riveduta, corretta ed accresciuta da A. Nibby (1818), che conobbe numerose ristampe ed aggiornamenti per tutto il XIX secolo e fu molto apprezzata da coloro che si recavano a Roma nel corso del Grand Tour - e di "viaggi antiquari" (Ne' contorni di Roma, lungo la via Portuense, a Villa Adriana, alla villa di Orazio e a Subiaco, ad Ostia). Di questa rinnovata guida, l'edizione più nota è quella che ha le immagini incise da Gaetano Cottafavi e da Domenico Amici.
Nel dicembre 1820 divenne professore di archeologia nell'Archiginnasio romano della Sapienza, incarico che mantenne sino alla morte.
Nel 1822 fu richiamato quale scrittore di lingua greca alla Biblioteca Vaticana (lo era già stato dal gennaio 1813 al maggio 1814), venendo ufficialmente nominato nel marzo 1825. In questo stesso anno divenne membro del Collegio Filologico della Facoltà di Lettere, e della Commissione generale consultiva di Antichità e Belle Arti, che aveva compiti di vigilanza e tutela del patrimonio artistico ed archeologico dello Stato Pontificio.
Al Nibby si devono alcune importanti identificazioni: la basilica di Massenzio, poi di Costantino, sino ad allora ritenuta essere il "Tempio della Pace" fatto costruire dall'imperatore Vespasiano (1818); la statua del Gladiatore morente conservata nei Musei capitolini, riconosciuta invece trattarsi di un Galata morente, copia romana di una delle statue facenti parte del monumento di Attalo I di Pergamo, eretto per commemorare la sua vittoria contro i Galati (1821); l'attribuzione, ancora una volta a Massenzio, del circo fin allora ritenuto di Caracalla (1825), e ai fratelli Quinitili dei resti della villa sulla sinistra del V miglio dell'Appia antica (1828-1829).
Dal novembre 1827 ad agosto 1832, inoltre, con Giuseppe Valadier diresse i lavori di scavo della valle del Colosseo e di parte del Foro Romano, che portarono alla luce l'originaria pavimentazione dell'area compresa tra il Colosseo, gli archi di Costantino e di Tito ed il tempio di Venere e Roma, e della zona alle pendici del Campidoglio sin verso l'arco di Settimio Severo.
Tra le sue opere più importanti, si ricordano la Carta de' dintorni di Roma (1827) realizzata insieme con l'archeologo inglese sir William Gell, risultato di cinque anni di ricognizioni topografiche nella Campagna Romana, prima carta archeologica del Lazio realizzata con metodi trigonometrici per posizionare correttamente le varie località sulla carta stessa; l'Analisi storico-topografico-antiquaria della carta de' dintorni di Roma (1837), a commento della Carta pubblicata nel 1827, opera molto importante per la storia e la topografia della Campagna Romana; e Roma nell'anno 1838, in quattro volumi, considerata una delle migliori guide della città tra quelle scritte nella prima metà dell'800.
Morì a Roma, nella sua casa di via di Ripetta 210, dove viveva sin dal 1824, a soli 47 anni il 29 dicembre 1839, probabilmente a causa di una polmonite o febbri malariche contratte nel corso delle sue esplorazioni nella Campagna romana, e fu sepolto nel cimitero del Verano, nella piccola cappella del Suffragio.
La lapide collocata dal Comune di Roma nel 1939, in occasione del centenario della sua morte, al vicolo della Minerva 11 è stata rimossa nella seconda metà degli anni '60, in quanto erronea: in quella casa, infatti, non aveva abitato Antonio Nibby ma Paolo Antonio Nibbi (1762-1835), padre del pittore Carlo Nibbi (1816 circa - testamento nel 1880).

## Opere
- Antonio Nibby, Descrizione della Grecia di Pausania: nuovamente dal testo greco, Presso Vincenzo Poggioli Stampatore della R.C.A., 1817. URL consultato il 2 luglio 2025.;  Pausanias, Descrizione della Grecia di Pausania: nuovamente dal testo greco, Poggioli, 1817. URL consultato il 2 luglio 2025.)
- Viaggio antiquario ne' contorni di Roma di Antonio Nibby membro ordinario dell'Accademia Romana di Archeologia. Roma, Vincenzo Poggioli stampatore camerale, 1819. Tomo I: che contiene il viaggio a Veji, Fidene, Tivoli, Alba Fucens, Subiaco, Gabii, Collazia, Labico, e Preneste; Tomo II che contiene il viaggio a Frascati, Tusculo, Algido, Grottaferrata, alla Valle Ferentina, al Lago Albano, ad Alba, Aricia, Nemi, Lanuvio, Cora, Anzio, Lavinio, Ardea, Ostia, Laurento, e Porto ([2]).
- Delle vie degli antichi, aggiunta a Roma Antica di Famiano Nardini
- Tivoli e le sue vicinanze. Incisioni di Filippo Maria Giuntotardi e Antonio Testa, estratto da Raccolta delle vedute pittoresche di Roma e de' suoi contorni incise da Filippo Maria Giuntotardi ed Antonio Testa illustrate dal prof. A. Nibby. Volume I - parte I, che contiene le vedute di Tivoli e delle sue vicinanze, Roma, 1825, Tivoli, 1942 (on-line[collegamento interrotto])
- Analisi storico-topografico-antiquaria della carta de' Dintorni di Roma. (3 voll.) Roma, Tipografia delle Belle Arti, 1837, vol. I (A - Du) ([3])
- Le mura di Roma disegnate da sir William Gell, illustrate con testo e note da A. Nibby. Roma, presso Vincenzo Poggioli stampatore camerale, 1820
- Il tempio della Fortuna Prenestina ristaurato da Costantino Thon (Roma, 1825).
- Itinerario di Roma e delle sue vicinanze compilato secondo il metodo di M. Vasi da A. Nibby. Roma, Tipografia Aurelj presso Luigi Nicoletti via del Babuino N.o 122, 1830 ([4])
- Roma nell'anno MDCCCXXXVIII, descritta da Antonio Nibby. (4 voll.) Roma, Tipografia delle Belle Arti, 1838-1841 ([5])
- Degli orti serviliani: dissertazione di Antonio Nibby. Roma, Tip. della Rev. Camera Apostolica, 1835
- Roma antica di Famiano Nardini: riscontrata, ed accresciuta delle ultime scoperte, con note ed osservazioni critico antiquarie. Roma: Nella Stamperia de Romanis, 1820 ([6])
- Del tempio della Pace e della basilica di Costantino dissertazione di A. Nibby. Roma, nella stamperia De Romanis, 1819
- Della via Portuense e dell'antica città di Porto. Ricerche di Antonio Nibby. Roma, per i tipi di Angelo Ajani, 1827 ([7])
- Monumenti scelti della Villa Borghese, descritti da Antonio Nibby. Roma, 1832 ([8])
- Descrizione della Villa Adriana. Roma: per i tipi di Angelo Ajani, 1827 ([9])
- Elementi di archeologia: ad uso dell'Archiginnasio Romano. Roma: La Società Tipografica, 1828 ([10])